# Mastigostyla boliviensis
Mastigostyla boliviensis är en irisväxtart som först beskrevs av Robert Crichton Foster, och fick sitt nu gällande namn av Peter Goldblatt. Mastigostyla boliviensis ingår i släktet Mastigostyla och familjen irisväxter.
Artens utbredningsområde är Bolivia. Inga underarter finns listade i Catalogue of Life.